# Зв'язність гірських порід
Зв'язність гірських порід (рос. связность горных пород, англ. rock coherence, rock cohesion; нім. Bindigkeit f der Gesteine) – опірність гірських порід зусиллям роз'єднати мінеральні частинки розтягненням, стиском, крутінням, розломом. З. характеризує фіз.-хім. особливості гірських порід, їх міцність, опір пружним і в'язко-пластичним деформаціям. З. обумовлена ступенем зволоження, характером цементуючої речовини, фракційним складом, формою і тертям часток і забезпечується силами зчеплення за рахунок плівкової, капілярної, вільної води і колоїдів. 
ЗВ'ЯЗНОСТІ ЗДАТНІСТЬ, (рос. связующая способность, англ. binding power, нім. Bindefähigkeit f, Bindekraft f, Bindungsvermögen n, Bindevermögen n) – властивість глинистих порід або інших речовин (наприклад, бітумів) зв'язувати частинки непластичних матеріалів, зберігаючи здатність маси формуватися та давати після сушіння досить міцний продукт. Кількісно визначається міцністю на вигин у сухому стані.
Зв’язність показує характер зв’язку між грудками породи. Вона залежить від ступеня розпушеності породи, її грудкуватості і характеризується зчепленням Сс зв’язки природного походження), зчепленням Сз (зв’язки механічного руйнування) та кутом внутрішнього тертя порід φ. Ступінь розпушеності порід характеризують коефіцієнтом розпушеності Кр, який дорівнює відношенню об’єму розпушеної породи до об’єму, що знаходиться у масиві. За ступенем зв’язності зруйновані породи поділяють на три категорії: сипучі (Кр =1,4...1,65), зв’язно-сипучі (Кр = 1,2...1,35) і зв’язно-зруйновані (Кр=1,3...1,15).